# Augsburger Textilviertel

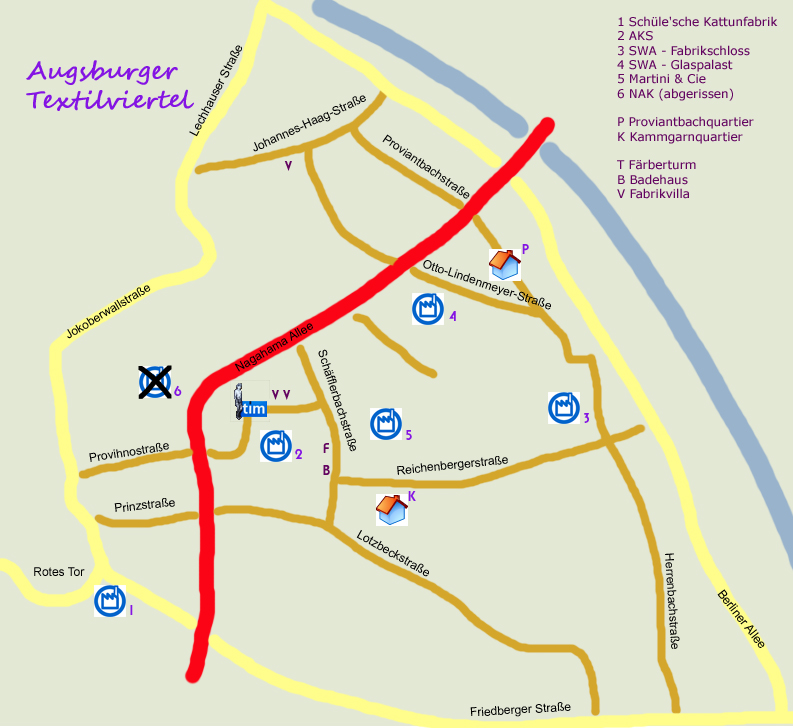
Lageplan zum Augsburger Textilviertel

Das Textilviertel ist ein Stadtviertel von Augsburg. Es umfasst ein etwa 180 ha großes Gebiet in den Stadtbezirken Am Schäfflerbach und Wolfram- und Herrenbachviertel. Es wird im Westen durch Lechhauser Straße und Stadtgraben, im Süden durch die Friedberger Straße und im Norden und Osten durch den Lech begrenzt.

## Entwicklung des Textilviertels

### Entstehung

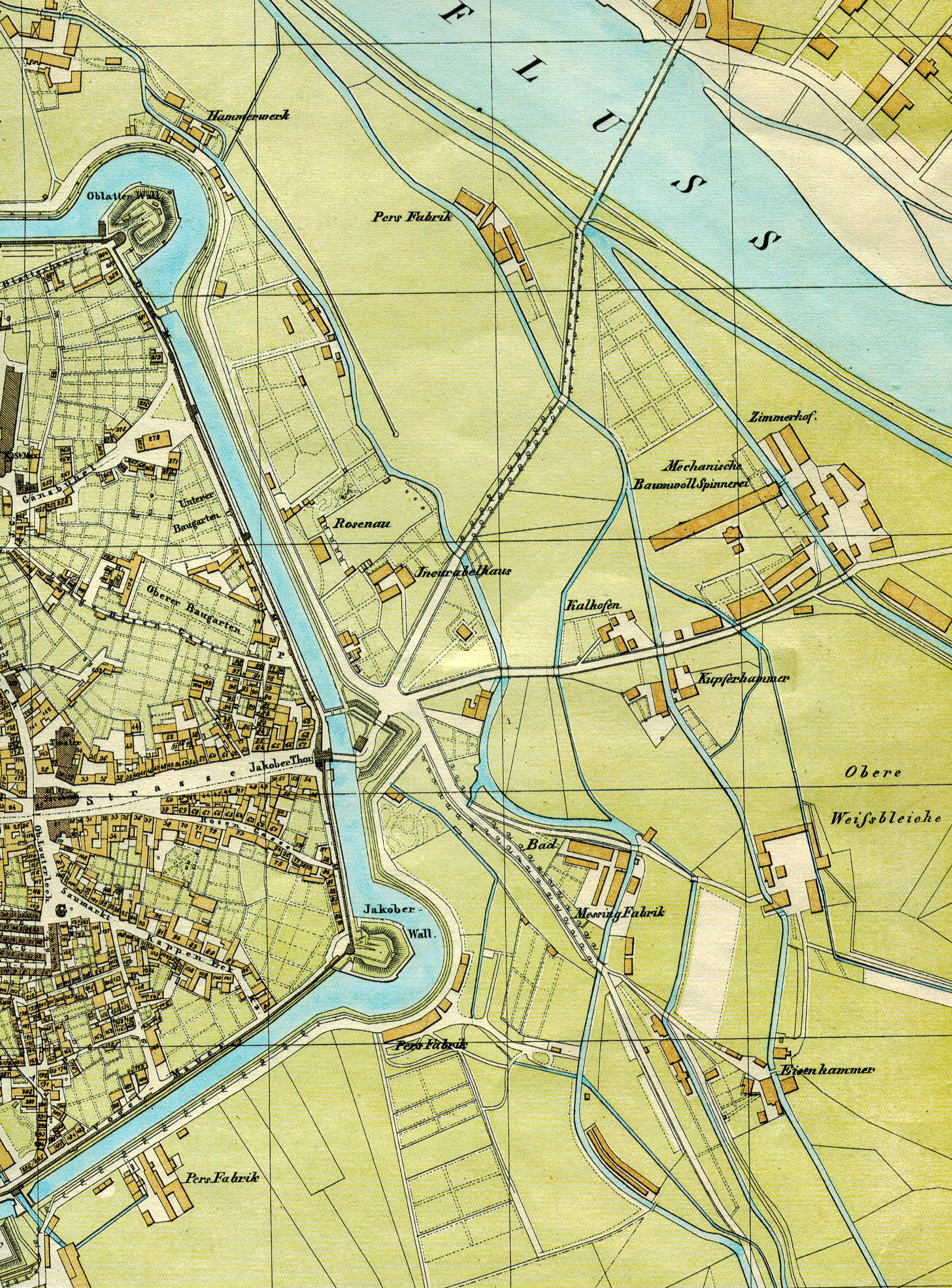
Ausschnitt aus einem Stadtplan von Augsburg aus dem Jahr 1846, der die beginnende Ansiedelung großer Industriebetriebe im Osten vor den Toren der Stadt zeigt.

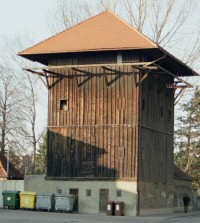
Färberturm (1760)

Bereits in vorindustrieller Zeit war Augsburg ein Zentrum der europäischen Textilindustrie. Zeugnisse dieser Epoche bilden das Weberhaus und der Färberturm. Johann Heinrich von Schüle gründete 1759 seine erste Manufaktur für Kattunverarbeitung und erbaute 1770/72 die Schüle'sche Kattunmanufaktur am Roten Tor. Voraussetzung für die im 19. Jahrhundert aufblühende Textilindustrie im Osten von Augsburg waren Hochwasserschutzmaßnahmen beim Lech sowie die dort verlaufenden Lechkanäle, welche Wasserkraft, Brauchwasser und Abwasser zur Verfügung stellten.
Für das Ende des 19. Jahrhunderts lassen sich in Augsburg 21 große Textilfabriken mit rund 10.000 Beschäftigten belegen. Längst jedoch war das Platzangebot innerhalb der mittelalterlichen Stadtmauern zu gering geworden. So entstanden ab Mitte des 19. Jahrhunderts insbesondere auf dem unbebauten Wiesengelände im Osten der Altstadt – dem heutigen Textilviertel – repräsentative Fabrikbauten (so etwa das Fabrikschloss oder der Glaspalast), Unternehmervillen, aber auch Arbeitersiedlungen.

#### Arbeitersiedlungen
Die 1836 gegründete Augsburger Kammgarn-Spinnerei (AKS) begann bereits 1854 mit der Errichtung von Arbeiterwohnungen (ab 1875/76 Kammgarnquartier). Ergänzt wurden diese durch ein Fabrikbad (1872), Lesezimmer (1875) und Speisehaus (1878). 1930 kamen eine Kinderbewahranstalt und ein Säuglingsheim hinzu.
1867 entstanden die ersten Werkswohnungen der 1837/40 gegründete Mechanische Baumwoll-Spinnerei und Weberei Augsburg (SWA). Das 1892 errichtete Proviantbachquartier bestand 1910 bereits aus 21 Häuser mit 300 Wohnungen samt Lebensmittelgeschäft und Metzgerei. Die SWA engagierte sich für ihre Mitarbeiter auch im sozialen Bereich und errichtete im Quartier ein Altersheim (1905), ein Kinderheim (1926), sowie einen Turn- und Spielplatz.

### Niedergang

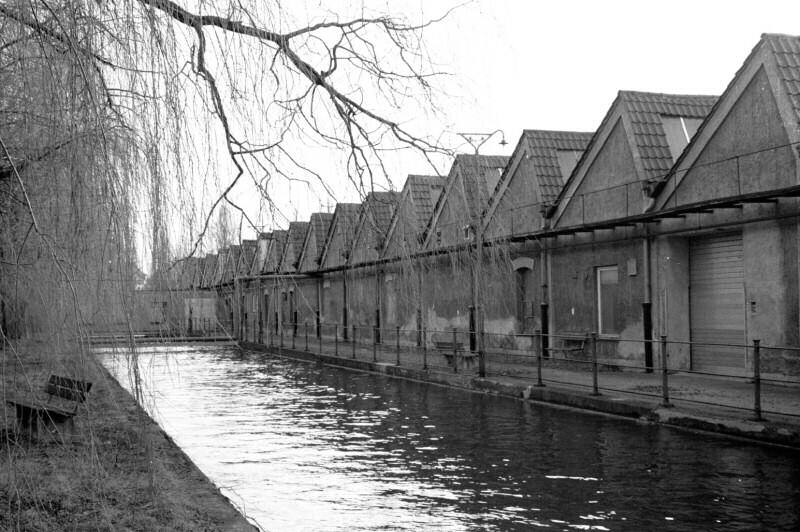
Shedhallen (Ende 2009 abgerissen) der Augsburger Kammgarn-Spinnerei

Der Aufschwung der Nachkriegswirtschaft erfasste auch die Augsburger Textilindustrie, so dass wieder 17.500 Menschen im Textilsektor tätig waren. Ab 1957 kam es im Zuge der Globalisierung und der damit verbundenen internationalen Konkurrenz zu einer andauernden Krise der inländischen Textilindustrie. Der Zusammenbruch des Glöggler-Konzerns 1976 erregte großes Aufsehen und betraf auch die zugehörigen Textilproduktionen in Augsburg (SWA – 1986, NAK – 1996, AKS – 2002). Im Jahr 2000 waren nur noch 1.463 Augsburger im Textilgewerbe tätig.
Das Schicksal der einzigartigen Bausubstanz im Textilviertel wurde seitens der Stadt weitgehend den Konkursverwaltern und Spekulanten überlassen. Die Folge eines schleichenden und von der Öffentlichkeit über lange Zeit unbeachteten Veränderungsprozesses war der Verlust vieler bedeutsamer Baudenkmäler der städtischen und deutschen Industriegeschichte.

### Das Textilviertel heute

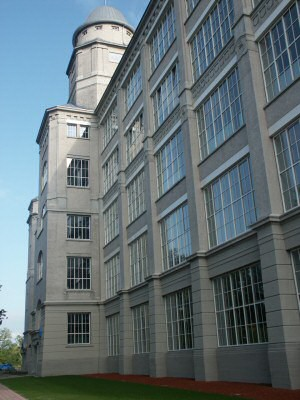
Nordfront des Glaspalastes

Trotz eines spürbaren Wandels in der öffentlichen Wahrnehmung ist das Textilviertel auch heute noch von Strukturproblemen und Modernisierungsbestrebungen bedroht. Nur wenige der verlassenen Industrieanlagen werden neu genutzt, viele Gebäude sind baufällig, mehrere Komplexe (etwa die Neue Augsburger Kattunfabrik, die Shedhallen der SWA und große Teile der AKS) bereits abgerissen.
Es ist vor allem dem starken Engagement einer Bürgerinitiative zu verdanken, dass der lange währende Verfall gestoppt wurde und das Textilviertel wieder in den Fokus der Öffentlichkeit gerückt ist. In der Folge wurde das Viertel in das Städtebauförderungsprogramm Stadtumbau West aufgenommen und ein Integriertes Städtebauliches Entwicklungskonzept erarbeitet. Zwischenzeitlich wurden zahlreiche Baumaßnahmen im Viertel durchgeführt. Dabei wurden auch neue Nutzungen in alten Gebäuden untergebracht, wie das Staatliche Textil- und Industriemuseum tim und das Stadtarchiv. Auf Flächen abgebrochener Gebäude entstanden Neubauten für Wohnen, Einzelhandel und Gewerbe.

## Historische Unternehmen im Augsburger Textilviertel
- Schüle'sche Kattunfabrik (1770 – 1990er Jahre)
- Schöppler & Hartmann (1783 – 1885)
- Martini & Cie (1832 – 1990er Jahre)
- Augsburger Kammgarn-Spinnerei (AKS) (1836 – 2002)
- Mechanische Baumwollspinnerei und Weberei Augsburg (SWA) (1837 – 1989)
- Mechanische Feinweberei am Fichtelbach (1846 – 1990er Jahre)
- Spinnerei und Weberei am Sparrenlech (1869 – 1938)
- Augsburger Kattunfabrik (1880 – 1885)
- Neue Augsburger Kattunfabrik (NAK) (1885 – 1996)